# Бичвуд (Мисисипи)
Бичвуд (енгл. Beechwood) насељено је место без административног статуса у америчкој савезној држави Мисисипи.

## Демографија
По попису из 2010. године број становника је 3.426.
| Група             | 2000.    | 2010.         |
| Белци             | 0 (0,0%) | 1.853 (54,1%) |
| Афроамериканци    | 0 (0,0%) | 1.415 (41,3%) |
| Азијати           | 0 (0,0%) | 35 (1,0%)     |
| Хиспаноамериканци | 0 (0,0%) | 89 (2,6%)     |
| Укупно            | 0        | 3.426         |